# Dolina Międzyścienna

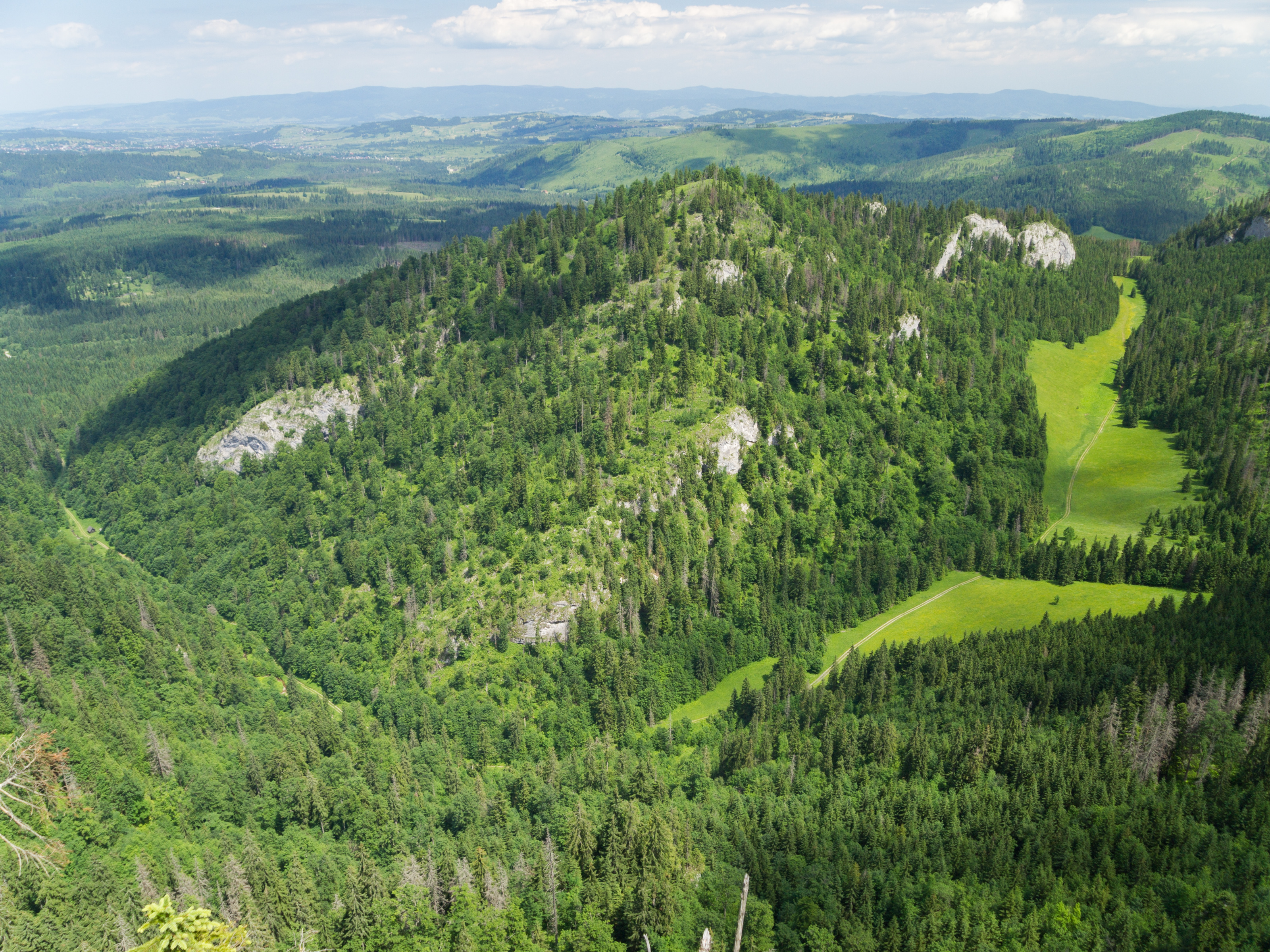
Dolina Międzyścienna pod masywem Kiczory, po prawej stronie Niżnia i Wyżnia Międzyścienna Polana oraz Międzyścienna Przełęcz

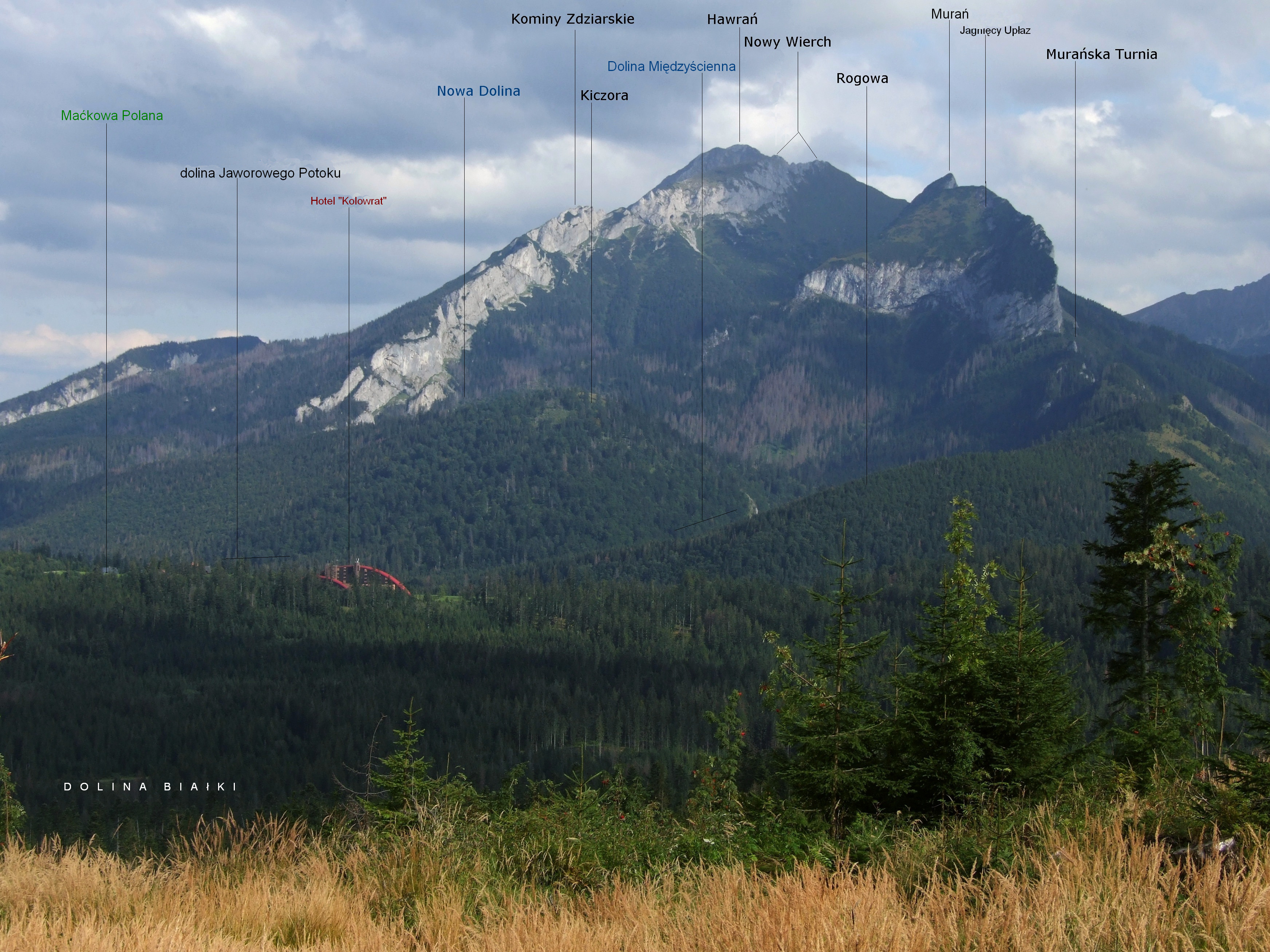
Widok od zachodniej strony

Dolina Międzyścienna, dawniej zwana także Doliną między Ścieny (słow. Medzistenná dolina, dolina Medzisteny, niem. Tal zwischen den Wänden, węg. Falak-völgye) – dolina na północnych stokach Tatr Bielskich, pierwsza od zachodniej strony. Władysław Cywiński podaje inną jej nazwę – Dolina między Ściany.
Ma łukowaty kształt. Opada w południowo-zachodnim kierunku spod Międzyściennej Przełęczy (1124 m), pomiędzy stokami Kiczory i północną granią Murania (tzw. Zakrywą), następnie pod Małym Muraniem zakręca w kierunku północno-zachodnim i pomiędzy zalesionymi stokami Kiczory i Rogowej uchodzi w Jaworzynie Tatrzańskiej. Jej wylot znajduje się około 500 m na wschód od najniżej położonych domów tej miejscowości. Dnem płynie Międzyścienny Potok, a w środkowej części znajduje się Niżnia i Wyżnia Międzyścienna Polana. Na zboczach Rogowej, a szczególnie Kiczory dobrze zachowały się pierwotne lasy bukowe – są to największe bukowe lasy w całych słowackich Tatrach. Dnem doliny prowadzi dobra droga gruntowa (wjazd dozwolony tylko dla pojazdów uprawnionych).
Nazwa doliny pochodzi od otaczających ją skalistych ścian. Cała dolina znajduje się na obszarze ochrony ścisłej. Na objęcie tego obszaru ochroną miało wpływ wybudowanie na Maćkowej Polanie ośrodka wypoczynkowego rządu Czechosłowacji (obecnie hotel „Kolowrat”), potrzebującego spokojnego zaplecza.